# Girls Like You
"Girls Like You" là một bài hát của ban nhạc người Mỹ Maroon 5 nằm trong album phòng thu thứ sáu của họ, Red Pill Blues (2017). Sau đó, một phiên bản phối lại của bài hát với sự tham gia hợp tác của rapper người Mỹ Cardi B đã được phát hành như là đĩa đơn thứ năm trích từ album vào ngày 31 tháng 5 năm 2018 bởi 222 Records và Interscope Records. Bài hát được đồng viết lời bởi giọng ca chính của nhóm Adam Levine với Cardi B, Brittany Talia Hazzard, Gian Stone với những nhà sản xuất nó Cirkut và Jason Evigan. "Girls Like You" là một bản pop và pop rock mang nội dung đề cập đến sự trân trọng của một người đàn ông đối với người bạn gái của mình sau khi vượt qua một khoảng thời gian khó khăn trong mối quan hệ của họ, cũng như thể hiện quan điểm rằng cả hai không thể sống thiếu nhau. Bài hát đánh dấu sự hợp tác thứ hai giữa Maroon 5 với Cirkut sau đĩa đơn năm 2015 "Sugar", cũng như với Evigan sau đĩa đơn đầu tiên của Red Pill Blues "What Lovers Do". Phiên bản đĩa đơn của nó cũng xuất hiện trong những ấn phẩm tái bản của album trên toàn cầu.
Sau khi phát hành, "Girls Like You" nhận được những phản ứng tích cực từ các nhà phê bình âm nhạc, trong đó họ đánh giá cao thông điệp tích cực, sự tham gia góp giọng của Cardi B và quá trình sản xuất nó. Ngoài ra, bài hát còn gặt hái nhiều giải thưởng và đề cử tại những lễ trao giải lớn, bao gồm một đề cử giải Grammy cho Trình diễn song tấu hoặc nhóm nhạc pop xuất sắc nhất tại lễ trao giải thường niên lần thứ 61 và chiến thắng ba hạng mục trên tổng số năm đề cử tại giải thưởng âm nhạc Billboard năm 2019 bao gồm Top Bài hát Hot 100. "Girls Like You" cũng tiếp nhận những thành công vượt trội về mặt thương mại, đứng đầu các bảng xếp hạng ở Canada, Pháp và New Zealand, đồng thời lọt vào top 10 ở nhiều khu vực bài hát xuất hiện, bao gồm vươn đến top 5 ở Úc, Bỉ, Ireland, Ý và Thụy Sĩ. Tại Hoa Kỳ, nó đạt vị trí số một trên bảng xếp hạng Billboard Hot 100 trong bảy tuần liên tiếp, trở thành đĩa đơn quán quân thứ tư của Maroon 5 và thứ ba của Cardi B tại đây, cũng như cân bằng kỷ lục với "Shape of You" của Ed Sheeran cho cương vị đĩa đơn trụ vững trong top 10 lâu nhất với 33 tuần.
Video ca nhạc cho "Girls Like You" được đạo diễn bởi David Dobkin, người đã cộng tác cho nhiều video trong sự nghiệp của Maroon 5 như "Sugar" và "Don't Wanna Know", trong đó bao gồm những cảnh Levine hát với một chiếc micrô và ban nhạc ở phía sau, trước khi một loạt những nghệ sĩ nữ lần lượt xuất hiện và hát theo, bao gồm Cardi B, Ellen DeGeneres, Mary J. Blige, Jennifer Lopez, Gal Gadot, Camila Cabello, vợ của Levine Behati Prinsloo và con gái của họ Dusty Rose, cũng như nhiều người khác. Nó đã gặt hái nhiều lời khen ngợi từ giới chuyên môn bởi thông điệp rõ ràng về việc trao quyền cho phụ nữ, và nhận được một đề cử tại giải thưởng âm nhạc iHeartRadio năm 2019 cho Video ca nhạc xuất sắc nhất. Kể từ khi phát hành, "Girls Like You" đã được hát lại và sử dụng làm nhạc mẫu bởi nhiều nghệ sĩ, như Sam Tsui, Tiffany Alvord, Walk off the Earth, Boyce Avenue, Kurt Hugo Schneider và Joseph Vincent. Tính đến nay, nó đã bán được hơn 12 triệu bản trên toàn cầu, trở thành đĩa đơn bán chạy thứ năm của năm 2018 cũng như là một trong những đĩa đơn bán chạy nhất mọi thời đại.

## Danh sách bài hát
- Tải kĩ thuật số

1. "Girls Like You" – 3:35

- Tải kĩ thuật số - Bản đĩa đơn

1. "Girls Like You" (hợp tác với Cardi B) – 3:55

## Thành phần thực hiện
Thành phần thực hiện được trích từ ghi chú của AllMusic và Tidal.
Thu âm
- Thu âm tại Conway Recording Studios (Los Angeles, California)

Thành phần
- Adam Levine – giọng hát, viết lời
- Cardi B – giọng rap, viết lời
- Cirkut – viết lời, sản xuất
- Starrah – viết lời
- Jason Evigan – viết lời, sản xuất
- Gian Stone – viết lời
- Serban Ghenea – phối khí
- Noah Passavoy – thu âm
- Isaiah Tejada – đàn phím, synthesizer

## Xếp hạng
| Bảng xếp hạng (2018-19)                   | Vị trí cao nhất |
| ----------------------------------------- | --------------- |
| Argentina (Argentina Hot 100)             | 33              |
| Úc (ARIA)                                 | 2               |
| Áo (Ö3 Austria Top 40)                    | 8               |
| Bỉ (Ultratop 50 Flanders)                 | 5               |
| Bỉ (Ultratop 50 Wallonia)                 | 2               |
| Bolivia (Monitor Latino)                  | 3               |
| Canada (Canadian Hot 100)                 | 1               |
| Canada AC (Billboard)                     | 1               |
| Canada CHR/Top 40 (Billboard)             | 1               |
| Canada Hot AC (Billboard)                 | 1               |
| Chile Anglo (Monitor Latino)              | 1               |
| Croatia (HRT)                             | 1               |
| Colombia (National Report)                | 37              |
| Cộng hòa Séc (Rádio Top 100)              | 2               |
| Cộng hòa Séc (Singles Digitál Top 100)    | 3               |
| Đan Mạch (Tracklisten)                    | 9               |
| El Salvador (Monitor Latino)              | 10              |
| Châu Âu Nhạc số (Billboard)               | 1               |
| Phần Lan (Suomen virallinen lista)        | 16              |
| Pháp (SNEP)                               | 1               |
| Đức (Official German Charts)              | 9               |
| Hy Lạp Nhạc số Quốc tế (IFPI Greece)      | 3               |
| Hungary (Rádiós Top 40)                   | 2               |
| Hungary (Single Top 40)                   | 2               |
| Hungary (Stream Top 40)                   | 3               |
| Ireland (IRMA)                            | 5               |
| Israel (Media Forest)                     | 1               |
| Ý (FIMI)                                  | 5               |
| Nhật Bản (Japan Hot 100)                  | 55              |
| Latvia (Latvijas Top 40)                  | 1               |
| Lebanon (Lebanese Top 20)                 | 1               |
| Luxembourg Nhạc số (Billboard)            | 3               |
| Mexico Anglo (Monitor Latino)             | 2               |
| Hà Lan (Dutch Top 40)                     | 17              |
| Hà Lan (Single Top 100)                   | 18              |
| New Zealand (Recorded Music NZ)           | 1               |
| Na Uy (VG-lista)                          | 9               |
| Paraguay Anglo (Monitor Latino)           | 2               |
| Peru Anglo (Monitor Latino)               | 3               |
| Ba Lan (Polish Airplay Top 100)           | 3               |
| Bồ Đào Nha (AFP)                          | 4               |
| Rumani (Airplay 100)                      | 1               |
| Nga Airplay (Tophit)                      | 72              |
| Scotland (OCC)                            | 4               |
| Slovakia (Rádio Top 100)                  | 1               |
| Slovakia (Singles Digitál Top 100)        | 1               |
| Slovenia (SloTop50)                       | 2               |
| Hàn Quốc (Gaon International Singles)     | 25              |
| Tây Ban Nha (PROMUSICAE)                  | 23              |
| Thụy Điển (Sverigetopplistan)             | 14              |
| Thụy Sĩ (Schweizer Hitparade)             | 4               |
| Anh Quốc (OCC)                            | 7               |
| Hoa Kỳ Billboard Hot 100                  | 1               |
| Hoa Kỳ Adult Contemporary (Billboard)     | 1               |
| Hoa Kỳ Adult Pop Airplay (Billboard)      | 1               |
| Hoa Kỳ Dance Club Songs (Billboard)       | 29              |
| Hoa Kỳ Dance/Mix Show Airplay (Billboard) | 3               |
| Hoa Kỳ Pop Airplay (Billboard)            | 1               |
| Hoa Kỳ Rhythmic (Billboard)               | 21              |
| Venezuela Anglo (Monitor Latino)          | 2               |

| Bảng xếp hạng (2018)                     | Vị trí |
| ---------------------------------------- | ------ |
| Argentina (Monitor Latino)               | 66     |
| Australia (ARIA)                         | 8      |
| Austria (Ö3 Austria Top 40)              | 13     |
| Belgium (Ultratop Flanders)              | 16     |
| Belgium (Ultratop Wallonia)              | 4      |
| Bolivia (Monitor Latino)                 | 49     |
| Canada (Canadian Hot 100)                | 6      |
| CIS (Tophit)                             | 195    |
| Costa Rica (Monitor Latino)              | 22     |
| Croatia (HRT)                            | 33     |
| Denmark (Tracklisten)                    | 31     |
| El Salvador (Monitor Latino)             | 53     |
| Estonia (IFPI)                           | 22     |
| Germany (Official German Charts)         | 25     |
| Guatemala (Monitor Latino)               | 99     |
| Honduras (Monitor Latino)                | 99     |
| Hungary (Rádiós Top 40)                  | 30     |
| Hungary (Single Top 40)                  | 13     |
| Hungary (Stream Top 40)                  | 9      |
| Ireland (IRMA)                           | 18     |
| Israel (Galgalatz)                       | 1      |
| Italy (FIMI)                             | 24     |
| Mexico (Monitor Latino)                  | 69     |
| Netherlands (Dutch Top 40)               | 65     |
| Netherlands (Single Top 100)             | 41     |
| New Zealand (Recorded Music NZ)          | 8      |
| Panama (Monitor Latino)                  | 58     |
| Paraguay (Monitor Latino)                | 26     |
| Poland (ZPAV)                            | 29     |
| Romania (Airplay 100)                    | 18     |
| Spain (PROMUSICAE)                       | 55     |
| South Korea (Gaon International Singles) | 64     |
| Sweden (Sverigetopplistan)               | 34     |
| Switzerland (Schweizer Hitparade)        | 14     |
| UK Singles (Official Charts Company)     | 26     |
| US Billboard Hot 100                     | 10     |
| US Adult Contemporary (Billboard)        | 13     |
| US Adult Top 40 (Billboard)              | 5      |
| US Dance/Mix Show Airplay (Billboard)    | 5      |
| US Pop Songs (Billboard)                 | 3      |
| Worldwide (IFPI)                         | 5      |

## Chứng nhận
| Quốc gia | Chứng nhận  | Số đơn vị/doanh số chứng nhận |
| --- | ----------- | ----------------------------- |
| Úc (ARIA) | 4× Bạch kim | 280.000‡                      |
| Bỉ (BEA) | Vàng        | 20.000‡                       |
| Brasil (Pro-Música Brasil) | 3× Bạch kim | 120.000‡                      |
| Canada (Music Canada) | 5× Bạch kim | 0‡                            |
| Đan Mạch (IFPI Đan Mạch) | Bạch kim    | 90.000‡                       |
| Pháp (SNEP) | Bạch kim    | 200.000‡                      |
| Ý (FIMI) | 3× Bạch kim | 150.000‡                      |
| México (AMPROFON) | Bạch kim    | 60.000‡                       |
| New Zealand (RMNZ) | 2× Bạch kim | 60.000‡                       |
| Tây Ban Nha (PROMUSICAE) | 2× Bạch kim | 80.000‡                       |
| Thụy Điển (GLF) | Bạch kim    | 8.000.000                     |
| Anh Quốc (BPI) | Bạch kim    | 600.000‡                      |
| Hoa Kỳ (RIAA) | Bạch kim    | 1.000.000‡                    |
| * Chứng nhận dựa theo doanh số tiêu thụ. ^ Chứng nhận dựa theo doanh số nhập hàng. ‡ Chứng nhận dựa theo doanh số tiêu thụ và phát trực tuyến. |             |                               |